# فرحناز ترکستانی
فرحناز ترکستانی خواهرزن حمید بقایی معاون اجرایی رئیس‌جمهور در دولت احمدی‌نژاد است. در سال ۱۳۹۰ و پس از برکناری مهرداد بذرپاش از سمت معاون رئیس‌جمهور و رئیس سازمان ملی جوانان، ترکستانی به سمت رئیس سازمان ملی جوانان منصوب شد وی ابتدا از پذیرش حکم ریاست جمهوری خودداری کرد. وی سرانجام مدتی به عنوان ریاست این سازمان فعالیت کرد تا سرانجام جای خود را به همایون حمیدی  داد.
ترکستانی پیشتر و در شهریور ۱۳۸۸، به معاونت فرهنگی و دانشجویی وزارت بهداشت منصوب و جایگزین عصمت باروتی همسر حسین شریعتمداری در این سمت شده بود.
فرحناز ترکستانی متخصص بیماری‌های زنان و زایمان است و در بیمارستان مصطفی خمینی وابسته به دانشگاه شاهد مشغول به کار است. او همچنین دانشیار و عضو هیئت علمی دانشگاه شاهد می‌باشد.